# Ekaterina Makarova
Pour les articles homonymes, voir Makarov.
Ne pas confondre avec Elena Makarova, également joueuse de tennis.
Ekaterina Valerievna Makarova (en russe : Екатерина Валерьевна Макарова), née le 7 juin 1988 à Moscou, est une joueuse de tennis russe, professionnelle de 2004 à 2020. Marakova a commencé le tennis à l'âge de six ans et rejoint le circuit des seniors à l'âge de seize ans.
Sa surface de prédilection est le dur. Elle était entraînée par Irina Granoturova.
Le 11 juin 2018, elle atteint la 1re place du classement WTA en double, conjointement avec sa compatriote et partenaire de longue date Elena Vesnina, devenant par la même occasion les premières Russes à atteindre cette place depuis Anna Kournikova.
Il est notable que les deux partenaires se sont fâchées juste avant d'accéder à la première place mondiale en double ce qui, du fait du fonctionnement de ce classement et des résultats des concurrentes, était prévu pour le lendemain de la fin du tournoi de Roland-Garros auquel elles ont toutes deux participé avec de nouvelles partenaires : de fait, celle qui obtiendrait le meilleur résultat accéderait seule à la première place mondiale. L'ironie de l'histoire est qu'elles ont obtenu des résultats identiques (toutes deux ont été éliminées dès le premier tour !) et, bien que formellement séparées, elles ont tout de même accédé conjointement à la première place mondiale en double.

## Palmarès

### Titres en simple dames
| No | Date       | Nom et lieu du tournoi          | Catégorie | Dotation  | Surface      | Finaliste         | Score          |          |
| -- | ---------- | ------------------------------- | --------- | --------- | ------------ | ----------------- | -------------- | -------- |
| 1  | 14-06-2010 | AEGON International, Eastbourne | Premier   | 600 000 $ | Gazon (ext.) | Victoria Azarenka | 7-65, 6-4      | Parcours |
| 2  | 27-01-2014 | PTT Pattaya Open, Pattaya       | Intern'l  | 250 000 $ | Dur (ext.)   | Karolína Plíšková | 6-3, 7-67      | Parcours |
| 3  | 31-07-2017 | Citi Open, Washington           | Intern'l  | 250 000 $ | Dur (ext.)   | Julia Görges      | 3-6, 7-62, 6-0 | Parcours |

### Finales en simple dames
| No | Date       | Nom et lieu du tournoi         | Catégorie | Dotation  | Surface      | Vainqueure       | Score    |          |
| -- | ---------- | ------------------------------ | --------- | --------- | ------------ | ---------------- | -------- | -------- |
| 1  | 27-04-2009 | GP Princesse Lalla Meryem, Fès | Intern'l  | 220 000 $ | Terre (ext.) | Anabel Medina    | 6-0, 6-1 | Parcours |
| 2  | 04-05-2009 | Estoril Open, Estoril          | Intern'l  | 220 000 $ | Terre (ext.) | Yanina Wickmayer | 7-5, 6-2 | Parcours |

### Titres en double dames
| No | Date       | Nom et lieu du tournoi                         | Catégorie     | Dotation     | Surface      | Partenaire          | Finalistes                           | Score            |          |
| -- | ---------- | ---------------------------------------------- | ------------- | ------------ | ------------ | ------------------- | ------------------------------------ | ---------------- | -------- |
| 1  | 27-04-2009 | GP Princesse Lalla Meryem Fès                  | Intern'l      | 220 000 $    | Terre (ext.) | Alisa Kleybanova    | Sorana Cîrstea Maria Kirilenko       | 6-3, 2-6, [10-8] | Parcours |
| 2  | 29-09-2012 | China Open Pékin                               | PREMIER*      | 4 828 050 $  | Dur (ext.)   | Elena Vesnina       | Nuria Llagostera Vives Sania Mirza   | 7-5, 7-5         | Parcours |
| 3  | 15-10-2012 | Kremlin Cup Moscou                             | Premier       | 740 000 $    | Dur (int.)   | Elena Vesnina       | Maria Kirilenko Nadia Petrova        | 6-3, 1-6, [10-8] | Parcours |
| 4  | 04-03-2013 | BNP Paribas Open Indian Wells                  | PREMIER*      | 6 020 268 $  | Dur (ext.)   | Elena Vesnina       | Nadia Petrova Katarina Srebotnik     | 6-0, 5-7, [10-6] | Parcours |
| 5  | 26-05-2013 | Roland-Garros Paris                            | G. Chelem     | 12 957 474 $ | Terre (ext.) | Elena Vesnina       | Sara Errani Roberta Vinci            | 7-5, 6-2         | Parcours |
| 6  | 25-08-2014 | US Open Flushing Meadows                       | G. Chelem     | 18 102 000 $ | Dur (ext.)   | Elena Vesnina       | Martina Hingis Flavia Pennetta       | 2-6, 6-3, 6-2    | Parcours |
| 7  | 25-07-2016 | Coupe Rogers Montréal                          | Premier 5     | 2 714 413 $  | Dur (ext.)   | Elena Vesnina       | Simona Halep Monica Niculescu        | 6-3, 7-65        | Parcours |
| 8  | 06-08-2016 | Olympic Tennis Event Rio de Janeiro            | J. olympiques | NC           | Dur (ext.)   | Elena Vesnina       | Timea Bacsinszky · Martina Hingis    | 6-4, 6-4         | Parcours |
| 9  | 23-10-2016 | BNP Paribas WTA Finals Singapour               | Masters       | 7 000 000 $  | Dur (int.)   | Elena Vesnina       | Bethanie Mattek-Sands Lucie Šafářová | 7-65, 6-3        | Parcours |
| 10 | 19-02-2017 | Tennis Championships Dubaï                     | Premier 5     | 2 666 000 $  | Dur (ext.)   | Elena Vesnina       | Andrea Hlaváčková Peng Shuai         | 6-2, 4-6, [10-7] | Parcours |
| 11 | 05-07-2017 | The Championships Wimbledon                    | G. Chelem     | 14 840 000 £ | Gazon (ext.) | Elena Vesnina       | Chan Hao-ching Monica Niculescu      | 6-0, 6-0         | Parcours |
| 12 | 07-08-2017 | Rogers Cup Toronto                             | Premier 5     | 2 735 139 $  | Dur (ext.)   | Elena Vesnina       | Anna-Lena Grönefeld Květa Peschke    | 6-0, 6-4         | Parcours |
| 13 | 05-05-2018 | Mutua Madrid Open Madrid                       | PREMIER*      | 6 045 855 $  | Terre (ext.) | Elena Vesnina       | Tímea Babos Kristina Mladenovic      | 2-6, 6-4, [10-8] | Parcours |
| 14 | 13-08-2018 | Western & Southern Open Cincinnati             | Premier 5     | 2 800 000 $  | Dur (ext.)   | Lucie Hradecká      | Elise Mertens Demi Schuurs           | 6-2, 7-5         | Parcours |
| 15 | 28-01-2019 | St. Petersburg Ladies Trophy Saint-Pétersbourg | Premier       | 757 900 $    | Dur (int.)   | Margarita Gasparyan | Anna Kalinskaya Viktória Kužmová     | 7-5, 7-5         | Parcours |

### Finales en double dames
| No | Date       | Nom et lieu du tournoi          | Catégorie | Dotation      | Surface      | Vainqueures                               | Partenaire        | Score             |          |
| -- | ---------- | ------------------------------- | --------- | ------------- | ------------ | ----------------------------------------- | ----------------- | ----------------- | -------- |
| 1  | 28-04-2008 | GP Princesse Lalla Meryem Fès   | Tier IV   | 145 000 $     | Terre (ext.) | Sorana Cîrstea A. Pavlyuchenkova          | Alisa Kleybanova  | 6-2, 6-2          | Parcours |
| 2  | 21-07-2008 | Slovenia Open Portorož          | Tier IV   | 145 000 $     | Dur (ext.)   | Anabel Medina Virginia Ruano Pascual      | Vera Dushevina    | 6-4, 6-1          | Parcours |
| 3  | 03-10-2009 | China Open Pékin                | PREMIER*  | 4 500 000 $   | Dur (ext.)   | Hsieh Su-wei Peng Shuai                   | Alla Kudryavtseva | 6-3, 6-1          | Parcours |
| 4  | 07-02-2011 | Open GdF Suez Paris             | Premier   | 618 000 $     | Dur (int.)   | Bethanie Mattek-Sands Meghann Shaughnessy | Vera Dushevina    | 6-4, 6-2          | Parcours |
| 5  | 17-10-2011 | BNP Paribas Open Luxembourg     | Intern'l  | 220 000 $     | Dur (int.)   | Iveta Benešová Barbora Z. Strýcová        | Lucie Hradecká    | 7-5, 6-3          | Parcours |
| 6  | 05-05-2012 | Mutua Madrid Open Madrid        | PREMIER*  | 5 189 603 $   | Terre (ext.) | Sara Errani Roberta Vinci                 | Elena Vesnina     | 6-1, 3-6, [10-4]  | Parcours |
| 7  | 14-05-2012 | Internazionali d'Italia Rome    | Premier 5 | 2 168 400 $   | Terre (ext.) | Sara Errani Roberta Vinci                 | Elena Vesnina     | 6-2, 7-5          | Parcours |
| 8  | 21-10-2013 | WTA Championships Istanbul      | Masters   | 6 000 000 $   | Dur (int.)   | Hsieh Su-wei Peng Shuai                   | Elena Vesnina     | 6-4, 7-5          | Parcours |
| 9  | 13-01-2014 | Australian Open Melbourne       | G. Chelem | 13 615 654 $  | Dur (ext.)   | Sara Errani Roberta Vinci                 | Elena Vesnina     | 6-4, 3-6, 7-5     | Parcours |
| 10 | 17-03-2014 | Sony Open Tennis Miami          | PREMIER*  | 5 427 105 $   | Dur (ext.)   | Martina Hingis Sabine Lisicki             | Elena Vesnina     | 4-6, 6-4, [10-5]  | Parcours |
| 11 | 11-03-2015 | BNP Paribas Open Indian Wells   | PREMIER*  | 5 381 235 $   | Dur (ext.)   | Martina Hingis Sania Mirza                | Elena Vesnina     | 6-3, 6-4          | Parcours |
| 12 | 23-03-2015 | Miami Open Miami                | PREMIER*  | 5 381 235 $   | Dur (ext.)   | Martina Hingis Sania Mirza                | Elena Vesnina     | 7-5, 6-1          | Parcours |
| 13 | 29-06-2015 | The Championships Wimbledon     | G. Chelem | 20 458 117 $  | Gazon (ext.) | Martina Hingis Sania Mirza                | Elena Vesnina     | 5-7, 7-64, 7-5    | Parcours |
| 14 | 09-05-2016 | Internazionali d'Italia Rome    | Premier 5 | 2 428 490 $   | Terre (ext.) | Martina Hingis Sania Mirza                | Elena Vesnina     | 6-1, 6-75, [10-3] | Parcours |
| 15 | 23-05-2016 | Roland-Garros Paris             | G. Chelem | 16 474 735 $  | Terre (ext.) | Caroline Garcia Kristina Mladenovic       | Elena Vesnina     | 6-3, 2-6, 6-4     | Parcours |
| 16 | 01-01-2017 | Brisbane International Brisbane | Premier   | 1 000 000 $   | Dur (ext.)   | Bethanie Mattek-Sands Sania Mirza         | Elena Vesnina     | 6-2, 6-3          | Parcours |
| 17 | 15-05-2017 | Internazionali d'Italia Rome    | Premier 5 | 3 076 495 $   | Terre (ext.) | Chan Yung-jan Martina Hingis              | Elena Vesnina     | 7-5, 7-64         | Parcours |
| 18 | 17-01-2018 | Australian Open Melbourne       | G. Chelem | 25 096 000 A$ | Dur (ext.)   | Tímea Babos Kristina Mladenovic           | Elena Vesnina     | 6-4, 6-3          | Parcours |
| 19 | 07-03-2018 | BNP Paribas Open Indian Wells   | PREMIER*  | 8 648 508 $   | Dur (ext.)   | Hsieh Su-wei Barbora Strýcová             | Elena Vesnina     | 6-4, 6-4          | Parcours |
| 20 | 06-08-2018 | Coupe Rogers Montréal           | Premier 5 | 3 000 000 $   | Dur (ext.)   | Ashleigh Barty Demi Schuurs               | Latisha Chan      | 4-6, 6-3, [10-8]  | Parcours |
| 21 | 17-02-2019 | Tennis Championships Dubaï      | Premier 5 | 2 527 250 $   | Dur (ext.)   | Hsieh Su-wei Barbora Strýcová             | Lucie Hradecká    | 6-4, 6-4          | Parcours |

### Titre en double mixte
| No | Date       | Nom et lieu du tournoi   | Catégorie | Dotation     | Surface    | Partenaire   | Finalistes                     | Score            |          |
| -- | ---------- | ------------------------ | --------- | ------------ | ---------- | ------------ | ------------------------------ | ---------------- | -------- |
| 1  | 27-08-2012 | US Open Flushing Meadows | G. Chelem | 11 517 008 $ | Dur (ext.) | Bruno Soares | Květa Peschke Marcin Matkowski | 6-78, 6-1, 12-10 | Parcours |

### Finale en double mixte
| No | Date       | Nom et lieu du tournoi    | Catégorie | Dotation    | Surface    | Vainqueures             | Partenaire        | Score    |          |
| -- | ---------- | ------------------------- | --------- | ----------- | ---------- | ----------------------- | ----------------- | -------- | -------- |
| 1  | 18-01-2010 | Australian Open Melbourne | G. Chelem | 9 264 098 $ | Dur (ext.) | Cara Black Leander Paes | Jaroslav Levinský | 7-5, 6-3 | Parcours |

## Parcours en Grand Chelem

### En simple dames
| Année | Open d'Australie | Open d'Australie   | Internationaux de France | Internationaux de France | Wimbledon       | Wimbledon            | US Open         | US Open              |
| ----- | ---------------- | ------------------ | ------------------------ | ------------------------ | --------------- | -------------------- | --------------- | -------------------- |
| 2005  | —                | —                  | —                        | —                        | —               | —                    | Q2              | Shikha Uberoi        |
|       |                  |                    |                          |                          |                 |                      |                 |                      |
| 2007  | —                | —                  | Q2                       | Raluca Olaru             | Q3              | Barbora Strýcová     | 3e tour (1/16)  | Justine Henin        |
| 2008  | 3e tour (1/16)   | Nadia Petrova      | 2e tour (1/32)           | Katarina Srebotnik       | 1er tour (1/64) | Alla Kudryavtseva    | 3e tour (1/16)  | Li Na                |
| 2009  | 2e tour (1/32)   | Dinara Safina      | 1er tour (1/64)          | Anabel Medina            | 2e tour (1/32)  | Carla Suárez         | 1er tour (1/64) | Gisela Dulko         |
| 2010  | 2e tour (1/32)   | Sara Errani        | 1er tour (1/64)          | Anastasia Rodionova      | 2e tour (1/32)  | Venus Williams       | 1er tour (1/64) | Ana Ivanović         |
| 2011  | 4e tour (1/8)    | Kim Clijsters      | 4e tour (1/8)            | Victoria Azarenka        | 1er tour (1/64) | Christina McHale     | 1er tour (1/64) | Maria Kirilenko      |
| 2012  | 1/4 de finale    | Maria Sharapova    | 1er tour (1/64)          | Sloane Stephens          | 2e tour (1/32)  | Angelique Kerber     | 3e tour (1/16)  | Serena Williams      |
| 2013  | 1/4 de finale    | Maria Sharapova    | 1er tour (1/64)          | Svetlana Kuznetsova      | 3e tour (1/16)  | Petra Kvitová        | 1/4 de finale   | Li Na                |
| 2014  | 4e tour (1/8)    | Li Na              | 3e tour (1/16)           | Sloane Stephens          | 1/4 de finale   | Lucie Šafářová       | 1/2 finale      | Serena Williams      |
| 2015  | 1/2 finale       | Maria Sharapova    | 4e tour (1/8)            | Ana Ivanović             | 2e tour (1/32)  | Magdaléna Rybáriková | 4e tour (1/8)   | Kristina Mladenovic  |
| 2016  | 4e tour (1/8)    | Johanna Konta      | 2e tour (1/32)           | Yanina Wickmayer         | 4e tour (1/8)   | Elena Vesnina        | 1er tour (1/64) | Serena Williams      |
| 2017  | 4e tour (1/8)    | Johanna Konta      | 2e tour (1/32)           | Lesia Tsurenko           | 2e tour (1/32)  | Svetlana Kuznetsova  | 3e tour (1/16)  | Carla Suárez         |
| 2018  | 1er tour (1/64)  | Irina-Camelia Begu | 2e tour (1/32)           | Barbora Strýcová         | 4e tour (1/8)   | Camila Giorgi        | 3e tour (1/16)  | Anastasija Sevastova |
| 2019  | 1er tour (1/64)  | Katie Boulter      | —                        | —                        | —               | —                    | —               | —                    |

N.B. : à droite du résultat se trouve le nom de l'ultime adversaire.

### En double dames
| Année | Open d'Australie             | Open d'Australie            | Internationaux de France        | Internationaux de France    | Wimbledon                   | Wimbledon                    | US Open                      | US Open                        |
| ----- | ---------------------------- | --------------------------- | ------------------------------- | --------------------------- | --------------------------- | ---------------------------- | ---------------------------- | ------------------------------ |
| 2008  | —                            | —                           | 2e tour (1/16) A. Kleybanova    | Cara Black Liezel Huber     | 1/4 de finale Selima Sfar   | Lisa Raymond S. Stosur       | 2e tour (1/16) A. Kleybanova | A. Bondarenko K. Bondarenko    |
| 2009  | 2e tour (1/16) Kudryavtseva  | C. Dellacqua F. Schiavone   | 2e tour (1/16) Arantxa Parra    | D. Hantuchová Ai Sugiyama   | 1/4 de finale A. Kleybanova | Anabel Medina V. Ruano       | 1/2 finale A. Kleybanova     | S. Williams V. Williams        |
| 2010  | 2e tour (1/16) Kudryavtseva  | Chan Yung-jan M. Niculescu  | 2e tour (1/16) V. Dushevina     | A. Bondarenko K. Bondarenko | 2e tour (1/16) V. Dushevina | J. Janković C. Scheepers     | 2e tour (1/16) A. Kleybanova | Polona Hercog Petra Martić     |
| 2011  | 1er tour (1/32) V. Dushevina | A. Kleybanova Anabel Medina | 1er tour (1/32) V. Dushevina    | Sania Mirza Elena Vesnina   | 3e tour (1/8) V. Dushevina  | Nadia Petrova An. Rodionova  | 3e tour (1/8) Kudryavtseva   | D. Hantuchová A. Radwańska     |
| 2012  | 1/4 de finale Kudryavtseva   | Sara Errani Roberta Vinci   | 1/4 de finale Elena Vesnina     | Sara Errani Roberta Vinci   | 1/4 de finale Elena Vesnina | Liezel Huber Lisa Raymond    | 3e tour (1/8) Elena Vesnina  | S. Lisicki Peng Shuai          |
| 2013  | 1/2 finale Elena Vesnina     | Sara Errani Roberta Vinci   | Victoire Elena Vesnina          | Sara Errani Roberta Vinci   | 3e tour (1/8) Elena Vesnina | J. Janković Mirjana Lučić    | 1/4 de finale Elena Vesnina  | A. Barty C. Dellacqua          |
| 2014  | Finale Elena Vesnina         | Sara Errani Roberta Vinci   | 2e tour (1/16) Elena Vesnina    | Julie Coin P. Parmentier    | 3e tour (1/8) Elena Vesnina | Julia Görges A.-L. Grönefeld | Victoire Elena Vesnina       | M. Hingis F. Pennetta          |
| 2015  | 1/4 de finale Elena Vesnina  | B. Mattek L. Šafářová       | 1/2 finale Elena Vesnina        | C. Dellacqua Y. Shvedova    | Finale Elena Vesnina        | M. Hingis Sania Mirza        | —                            | —                              |
| 2016  | —                            | —                           | Finale Elena Vesnina            | K. Mladenovic C. Garcia     | 1/4 de finale Elena Vesnina | S. Williams V. Williams      | 1/2 finale Elena Vesnina     | B. Mattek-Sands Lucie Šafářová |
| 2017  | 1/4 de finale Elena Vesnina  | A. Hlaváčková Peng Shuai    | 1/4 de finale Elena Vesnina     | L. Hradecká K. Siniaková    | Victoire Elena Vesnina      | Chan Hao-ching M. Niculescu  | 3e tour (1/8) Elena Vesnina  | A. Klepač M. J. Martínez       |
| 2018  | Finale Elena Vesnina         | Timea Babos K. Mladenovic   | 1er tour (1/32) Anna Kalinskaya | Jennifer Brady Vania King   | 2e tour (1/16) V. Zvonareva | Elise Mertens Demi Schuurs   | 1/4 de finale L. Hradecká    | Tímea Babos K. Mladenovic      |
| 2019  | 2e tour (1/16) L. Hradecká   | Irina Bara M. Niculescu     | —                               | —                           | —                           | —                            | —                            | —                              |

Sous le résultat, la partenaire ; à droite, l'ultime équipe adverse.

### En double mixte
| Année | Open d'Australie            | Open d'Australie                 | Internationaux de France    | Internationaux de France   | Wimbledon                    | Wimbledon                    | US Open               | US Open                    |
| ----- | --------------------------- | -------------------------------- | --------------------------- | -------------------------- | ---------------------------- | ---------------------------- | --------------------- | -------------------------- |
| 2009  | -                           | -                                | -                           | -                          | 1er tour (1/32) Scott Lipsky | B. Z. Strýcová P. Petzschner | -                     | -                          |
| 2010  | Finale J. Levinský          | Cara Black Leander Paes          | 1er tour (1/16) Horia Tecău | Julie Coin Nicolas Mahut   | 2e tour (1/16) R. Lindstedt  | Hsieh Su-wei Bruno Soares    | -                     | -                          |
| 2011  | -                           | -                                | 1/4 de finale Bruno Soares  | Nadia Petrova Jamie Murray | 1er tour (1/32) Bruno Soares | Kudryavtseva E. Schwank      | -                     | -                          |
| 2012  | -                           | -                                | -                           | -                          | 2e tour (1/16) Mark Knowles  | Lisa Raymond Mike Bryan      | Victoire Bruno Soares | Květa Peschke M. Matkowski |
| 2017  | -                           | -                                | -                           | -                          | 3e tour (1/8) Max Mirnyi     | Jocelyn Rae Ken Skupski      | -                     | -                          |
| 2018  | 1/2 finale Bruno Soares     | G. Dabrowski Mate Pavić          | -                           | -                          | 1/4 de finale Bruno Soares   | Forfait                      | -                     | -                          |
| 2019  | 1er tour (1/16) Artem Sitak | Andreja Klepač É. Roger-Vasselin | -                           | -                          | -                            | -                            | -                     | -                          |

Sous le résultat, le partenaire ; à droite, l'ultime équipe adverse.

## Parcours en «Premier Mandatory» et «Premier 5»
Découlant d'une réforme du circuit WTA inaugurée en 2009, les tournois WTA « Premier Mandatory » et « Premier 5 » constituent les catégories d'épreuves les plus prestigieuses, après les quatre levées du Grand Chelem.

### En simple dames
| Année |              | Premier Mandatory                 | Premier Mandatory            | Premier Mandatory             | Premier Mandatory            |       | Premier 5 | Premier 5                    | Premier 5                   | Premier 5                    | Premier 5                     | Premier 5 | Premier 5                     |
| Année | Indian Wells | Miami                             | Madrid                       | Pékin                         |                              | Dubaï | Rome      | Canada                       | Cincinnati                  |                              | Tokyo                         |           |                               |
| Année | Indian Wells | Miami                             | Madrid                       | Pékin                         |                              | Doha  | Rome      | Canada                       | Cincinnati                  |                              | Wuhan                         |           |                               |
| Année | Indian Wells | Miami                             | Madrid                       | Pékin                         |                              |       | Rome      | Canada                       | Cincinnati                  |                              |                               |           |                               |
| 2009  |              | 2e tour (1/32) A. Chakvetadze     | 4e tour (1/8) Li N.          |                               | 2e tour (1/16) S. Williams   |       |           | 1er tour (1/32) S. Mirza     |                             | 1er tour (1/32) V. Razzano   | 1er tour (1/32) O. Govortsova |           | 1er tour (1/32) A. Radwańska  |
| 2010  |              | 1er tour (1/64) Peng S.           | 2e tour (1/32) A. Radwańska  |                               | 1er tour (1/32) V. Dushevina |       |           | 1er tour (1/32) M. Bartoli   |                             | 2e tour (1/16) F. Schiavone  |                               |           | 1er tour (1/32) A. Dulgheru   |
| 2011  |              | 2e tour (1/32) V. Azarenka        | 3e tour (1/16) M. Bartoli    | 2e tour (1/16) M. Sharapova   | 1er tour (1/32) C. Suárez    |       |           | 1er tour (1/32) T. Pironkova | 2e tour (1/16) M. Sharapova | 2e tour (1/16) F. Schiavone  | 2e tour (1/16) V. Zvonareva   |           |                               |
| 2012  |              | 2e tour (1/32) C. Wozniacki       | 4e tour (1/8) M. Sharapova   | 3e tour (1/8) L. Hradecká     | 2e tour (1/16) P. Hercog     |       |           |                              | 2e tour (1/16) V. Williams  | 2e tour (1/16) A. Kerber     | 3e tour (1/8) S. Stosur       |           | 1er tour (1/32) D. Hantuchová |
| 2013  |              | 2e tour (1/32) G. Muguruza        | 2e tour (1/32) S. Kuznetsova | 1/4 de finale S. Errani       |                              |       |           | 2e tour (1/16) P. Kvitová    | 1er tour (1/32) M. Oudin    | 2e tour (1/16) R. Vinci      | 2e tour (1/16) J. Janković    |           |                               |
| 2014  |              | 3e tour (1/16) D. Cibulková       | 4e tour (1/8) A. Kerber      | 1er tour (1/32) C. Wozniacki  | 3e tour (1/8) R. Vinci       |       |           |                              | 2e tour (1/16) S. Errani    | 1/2 finale A. Radwańska      | 2e tour (1/16) A. Kerber      |           | 2e tour (1/16) T. Bacsinszky  |
| 2015  |              | 3e tour (1/16) T. Bacsinszky      | 4e tour (1/8) A. Petkovic    | 1er tour (1/32) S. Kuznetsova |                              |       |           | 1/4 de finale S. Halep       | 3e tour (1/8) A. Dulgheru   | 2e tour (1/16) P. Hercog     |                               |           |                               |
| 2016  |              | 3e tour (1/16) S. Halep           | 1/4 de finale S. Kuznetsova  | 2e tour (1/16) T. Bacsinszky  | 2e tour (1/16) A. Radwańska  |       |           | 1er tour (1/32) A. Petkovic  | 2e tour (1/16) G. Muguruza  | 1er tour (1/32) M. Brengle   |                               |           | 2e tour (1/16) A. Radwańska   |
| 2017  |              | 1er tour (1/64) S. Sorribes Tormo | 2e tour (1/32) A. Kontaveit  | 1er tour (1/32) K. Bertens    | 2e tour (1/16) M. Sharapova  |       |           | 3e tour (1/8) L. Davis       | 3e tour (1/8) K. Bertens    | 3e tour (1/8) L. Šafářová    | 3e tour (1/8) S. Stephens     |           | 1/4 de finale C. Garcia       |
| 2018  |              | 2e tour (1/32) A. Kerber          | 2e tour (1/32) Ka. Plíšková  | 1er tour (1/32) S. Halep      | 1er tour (1/32) G. Muguruza  |       |           | 2e tour (1/16) S. Halep      |                             | 1er tour (1/32) A. Kontaveit | 3e tour (1/8) L. Tsurenko     |           |                               |
| 2019  |              |                                   |                              |                               |                              |       |           | 1er tour (1/32) A. Sasnovich |                             |                              |                               |           |                               |

Sous le résultat, l’ultime adversaire.

### En double dames
| Année                     | Premier Mandatory       | Premier Mandatory         | Premier Mandatory    | Premier Mandatory          | Premier Mandatory     | Premier Mandatory            | Premier Mandatory | Premier Mandatory          | Premier 5                | Premier 5 | Premier 5 | Premier 5      | Premier 5    | Premier 5                  | Premier 5               | Premier 5                  | Premier 5           | Premier 5                | Premier 5    | Premier 5 | Premier 5 | Premier 5 |
| Année                     | Indian Wells            | Indian Wells              | Miami                | Miami                      | Madrid                | Madrid                       | Pékin             | Pékin                      | Dubaï                    | Dubaï     | Doha      | Doha           | Rome         | Rome                       | Canada                  | Canada                     | Cincinnati          | Cincinnati               | Tokyo        | Tokyo     | Wuhan     | Wuhan     |
| ------------------------- | ----------------------- | ------------------------- | -------------------- | -------------------------- | --------------------- | ---------------------------- | ----------------- | -------------------------- | ------------------------ | --------- | --------- | -------------- | ------------ | -------------------------- | ----------------------- | -------------------------- | ------------------- | ------------------------ | ------------ | --------- | --------- | --------- |
| 2009                      |                         |                           |                      |                            |                       |                              |                   |                            |                          |           |           |                |              |                            |                         |                            |                     |                          |              |           |           |           |
| 2e tour (1/8) Poutchek    | Llagostera Martínez     | 1er tour (1/16) Craybas   | Bondarenko           | 2e tour (1/8) Kudryavtseva | Azarenka Vesnina      | Finale Kudryavtseva          | Hsieh Peng        | 1er tour (1/16) Kleybanova | Pin Sfar                 |           |           | —              | —            | 1/4 de finale Kleybanova   | Hantuchová Sugiyama     | 1/4 de finale Kleybanova   | Llagostera Martínez | 1er tour (1/8) Dushevina | Medina Ruano |           |           |           |
| 2010                      |                         |                           |                      |                            |                       |                              |                   |                            |                          |           |           |                |              |                            |                         |                            |                     |                          |              |           |           |           |
| 1er tour (1/16) Peng      | Grandin Spears          | 1/4 de finale Peng        | Chan Zheng           | 1er tour (1/16) Dushevina  | Kirilenko Radwańska   | 1er tour (1/16) Kleybanova   | Niculescu Peer    | 1er tour (1/16) Yan        | Dzehalevich Kudryavtseva |           |           | —              | —            | 1er tour (1/16) Kleybanova | Medina Yan              | 1er tour (1/16) Kleybanova | Gullickson          | —                        | —            |           |           |           |
| 2011                      |                         |                           |                      |                            |                       |                              |                   |                            |                          |           |           |                |              |                            |                         |                            |                     |                          |              |           |           |           |
| 1er tour (1/16) Dushevina | Janković Pavlyuchenkova | 1er tour (1/16) Dushevina | Hantuchová Radwańska | —                          | —                     | 1er tour (1/16) Kudryavtseva | Errani Vinci      | —                          | —                        |           |           | —              | —            | —                          | —                       | 1/2 finale Zheng           | King Shvedova       | —                        | —            |           |           |           |
| 2012                      |                         |                           |                      |                            |                       |                              |                   |                            |                          |           |           |                |              |                            |                         |                            |                     |                          |              |           |           |           |
| 1er tour (1/16) Zheng     | Huber Raymond           | 1/4 de finale Zheng       | Errani Vinci         | Finale Vesnina             | Errani Vinci          | Victoire Vesnina             | Llagostera Mirza  |                            |                          | —         | —         | Finale Vesnina | Errani Vinci | 1/4 de finale Savchuk      | Jans-Ignacik Mladenovic | 2e tour (1/8) Tatishvili   | Srebotnik Zheng     | —                        | —            |           |           |           |
| 2013                      |                         |                           |                      |                            |                       |                              |                   |                            |                          |           |           |                |              |                            |                         |                            |                     |                          |              |           |           |           |
| Victoire Vesnina          | Petrova Srebotnik       | 1/4 de finale Vesnina     | Raymond Robson       | 1/4 de finale Vesnina      | Mladenovic Voskoboeva | —                            | —                 |                            |                          | —         | —         | —              | —            | 1/2 finale Vesnina         | Grönefeld Peschke       | 1/2 finale Vesnina         | Hsieh Peng          | —                        | —            |           |           |           |
| 2014                      |                         |                           |                      |                            |                       |                              |                   |                            |                          |           |           |                |              |                            |                         |                            |                     |                          |              |           |           |           |
| 1/4 de finale Vesnina     | Black Mirza             | Finale Vesnina            | Hingis Lisicki       | 2e tour (1/8) Vesnina      | Medina Shvedova       |                              |                   |                            |                          | —         | —         |                |              |                            |                         |                            |                     |                          |              |           |           |           |

N.B. : le nom de la partenaire se trouve sous le résultat ; le nom des ultimes adversaires se trouve à droite.

## Parcours aux Masters

### En double dames
| # | Date       | Nom de l'édition           | ($)       | Surface    | Résultat      | Partenaire    | Ultimes adversaires                   | Score            |          |
| - | ---------- | -------------------------- | --------- | ---------- | ------------- | ------------- | ------------------------------------- | ---------------- | -------- |
| 1 | 21/10/2013 | WTA Championships Istanbul | 6 000 000 | Dur (int.) | Finale        | Elena Vesnina | Hsieh Su-wei Peng Shuai               | 6-4, 7-5         | Parcours |
| 2 | 20/10/2014 | WTA Finals Singapour       | 6 500 000 | Dur (int.) | 1/4 de finale | Elena Vesnina | Alla Kudryavtseva Anastasia Rodionova | 4-6, 6-2, [10-6] | Parcours |
| 3 | 23/10/2016 | WTA Finals Singapour       | 7 000 000 | Dur (int.) | Victoire      | Elena Vesnina | Bethanie Mattek-Sands Lucie Šafářová  | 7-65, 6-3        | Parcours |
| 4 | 22/10/2017 | WTA Finals Singapour       | 7 000 000 | Dur (int.) | 1/2 finale    | Elena Vesnina | Kiki Bertens Johanna Larsson          | 6-4, 6-3         | Parcours |

## Parcours aux Jeux olympiques

### En simple dames
| # | Date       | Nom de l'olympiade                  | Surface    | Résultat      | Ultime adversaire | Score         |          |
| - | ---------- | ----------------------------------- | ---------- | ------------- | ----------------- | ------------- | -------- |
| 1 | 06/08/2016 | Olympic Tennis Event Rio de Janeiro | Dur (ext.) | 3e tour (1/8) | Petra Kvitová     | 4-6, 6-4, 6-4 | Parcours |

### En double dames
| # | Date       | Nom de l'olympiade                  | Surface      | Résultat      | Partenaire    | Ultimes adversaires               | Score    |          |
| - | ---------- | ----------------------------------- | ------------ | ------------- | ------------- | --------------------------------- | -------- | -------- |
| 1 | 28/07/2012 | Olympic Tennis Event Wimbledon      | Gazon (ext.) | 1/4 de finale | Elena Vesnina | Liezel Huber Lisa Raymond         | 6-3, 6-3 | Parcours |
| 2 | 06/08/2016 | Olympic Tennis Event Rio de Janeiro | Dur (ext.)   | Or            | Elena Vesnina | Timea Bacsinszky · Martina Hingis | 6-4, 6-4 | Parcours |

## Parcours en Fed Cup
| #                                                                | Date       | Lieu            | Surface      | Gagnante(s)                          | Perdante(s)                           | Score         |          |
|                                                                  |            |                 |              |                                      |                                       |               |          |
| 2008 - Finale (groupe mondial) - Espagne - Russie - 0 : 4        |            |                 |              |                                      |                                       |               |          |
| 1                                                                | 13/09/2008 | Madrid          | Terre (ext.) | Ekaterina Makarova Elena Vesnina     | Nuria Llagostera Carla Suárez Navarro | 6-2, 6-1      | Parcours |
|                                                                  |            |                 |              |                                      |                                       |               |          |
| 2010 - 1/2 finale (groupe mondial) - États-Unis - Russie - 3 : 2 |            |                 |              |                                      |                                       |               |          |
| 2                                                                | 24/04/2010 | Birmingham (AL) | Dur (int.)   | Bethanie Mattek                      | Ekaterina Makarova                    | 6-4, 2-6, 6-3 | Parcours |
|                                                                  |            |                 |              |                                      |                                       |               |          |
| 2011 - 1/2 finale (groupe mondial) - Russie - Italie - 5 : 0     |            |                 |              |                                      |                                       |               |          |
| 3                                                                | 16/04/2011 | Moscou          | Dur (int.)   | A. Pavlyuchenkova Ekaterina Makarova | Alberta Brianti Maria Elena Camerin   | 7-63, 6-1     | Parcours |
|                                                                  |            |                 |              |                                      |                                       |               |          |
| 2013 - 1er tour (groupe mondial) - Russie - Japon - 3 : 2        |            |                 |              |                                      |                                       |               |          |
| 4                                                                | 09/02/2013 | Moscou          | Dur (int.)   | Ayumi Morita                         | Ekaterina Makarova                    | 6-2, 6-2      | Parcours |
| 4                                                                | 09/02/2013 | Moscou          | Dur (int.)   | Ekaterina Makarova                   | Kimiko Date-Krumm                     | 6-1, 6-1      | Parcours |
| 4                                                                | 09/02/2013 | Moscou          | Dur (int.)   | Ekaterina Makarova Elena Vesnina     | Misaki Doi Ayumi Morita               | 6-2, 6-2      | Parcours |
|                                                                  |            |                 |              |                                      |                                       |               |          |
| 2013 - 1/2 finale (groupe mondial) - Russie - Slovaquie - 3 : 2  |            |                 |              |                                      |                                       |               |          |
| 5                                                                | 20/04/2013 | Moscou          | Terre (int.) | Ekaterina Makarova                   | Daniela Hantuchová                    | 6-3, 4-6, 6-4 | Parcours |
| 5                                                                | 20/04/2013 | Moscou          | Terre (int.) | Ekaterina Makarova Elena Vesnina     | Dominika Cibulková Daniela Hantuchová | 4-6, 6-3, 6-1 | Parcours |
|                                                                  |            |                 |              |                                      |                                       |               |          |
| 2014 - Barrage (groupe mondial I) - Russie - Argentine - 4 : 0   |            |                 |              |                                      |                                       |               |          |
| 6                                                                | 19/04/2014 | Sotchi          | Terre (int.) | Ekaterina Makarova                   | María Irigoyen                        | 7-5, 6-1      | Parcours |
| 6                                                                | 19/04/2014 | Sotchi          | Terre (int.) | Ekaterina Makarova                   | Paula Ormaechea                       | 6-1, 6-2      | Parcours |
|                                                                  |            |                 |              |                                      |                                       |               |          |
| 2016 - 1er tour (groupe mondial) - Russie - Pays-Bas - 1 : 3     |            |                 |              |                                      |                                       |               |          |
| 7                                                                | 06/02/2016 | Moscou          | Dur (int.)   | Kiki Bertens                         | Ekaterina Makarova                    | 6-3, 6-4      | Parcours |
| 7                                                                | 06/02/2016 | Moscou          | Dur (int.)   | Ekaterina Makarova                   | Richèl Hogenkamp                      | Non joué      | Parcours |
| 7                                                                | 06/02/2016 | Moscou          | Dur (int.)   | Daria Kasatkina Ekaterina Makarova   | Cindy Burger Arantxa Rus              | 6-0, 6-2      | Parcours |
|                                                                  |            |                 |              |                                      |                                       |               |          |
| 2017 - 1er tour (groupe mondial II) - Russie - Taïwan : 4 - 1    |            |                 |              |                                      |                                       |               |          |
| 8                                                                | 11/02/2017 | Moscou          | Dur (int.)   | Ekaterina Makarova                   | Lee Ya-hsuan                          | 6-3, 5-7, 6-1 | Parcours |
| 8                                                                | 11/02/2017 | Moscou          | Dur (int.)   | Ekaterina Makarova                   | Chang Kai-chen                        | 6-4, 7-5      | Parcours |

## Classements WTA en fin de saison
| Année          | 2004 | 2005 | 2006 | 2007 | 2008 | 2009 | 2010 | 2011 | 2012 | 2013 | 2014 | 2015 | 2016 | 2017 | 2018 | 2019 |
| Rang en simple | 381  | 258  | 264  | 108  | 48   | 60   | 50   | 52   | 20   | 24   | 12   | 23   | 30   | 33   | 59   | 987  |
| Rang en double | 448  | 248  | 140  | 151  | 62   | 20   | 72   | 57   | 11   | 7    | 7    | 10   | 8    | 3    | 6    | 75   |

Source : (en) Classements de Ekaterina Makarova sur le site officiel de la Fédération internationale de tennis

### Période au rang de numéro un mondiale
| # | Précédée par  | Dates                   | Suivie par  | Nombre de semaines | Cumul |
| - | ------------- | ----------------------- | ----------- | ------------------ | ----- |
| 1 | Chan Yung-jan | 11/06/2018 - 15/07/2018 | Tímea Babos | 5                  | 5     |

## Records et statistiques

### Confrontations avec ses principales adversaires
Confrontations lors des différents tournois WTA avec ses principales adversaires (6 confrontations minimum et avoir été membre du top 10). Classement par pourcentage de victoires. Situation au 12 mars 2018 :
Les joueuses retraitées sont en gris.
| Joueuse              | Meilleur classement | Confrontations | Victoires | Défaites | Pourcentage de victoires | Dernière confrontation                            |
| -------------------- | ------------------- | -------------- | --------- | -------- | ------------------------ | ------------------------------------------------- |
| Maria Sharapova      | 1                   | 8              | 0         | 8        | 0                        | défaite (4-6, 6-4, 1-6) à Pékin 2017              |
| Caroline Wozniacki   | 1                   | 8              | 1         | 7        | 12,5                     | victoire (6-2, 6-75, 6-1) à l'US Open 2017        |
| Svetlana Kuznetsova  | 2                   | 8              | 1         | 7        | 12,5                     | défaite (0-6, 5-7) à Wimbledon 2017               |
| Serena Williams      | 1                   | 6              | 1         | 5        | 16,7                     | défaite (3-6, 3-6) à l'US Open 2016               |
| Carla Suárez Navarro | 6                   | 9              | 2         | 7        | 22,2                     | défaite (1-6, 6-3, 3-6) à l'US Open 2017          |
| Simona Halep         | 1                   | 7              | 2         | 5        | 28,5                     | défaite (1-6, 0-6) à Madrid 2018                  |
| Agnieszka Radwańska  | 2                   | 9              | 3         | 6        | 33,3                     | victoire (6-2, 6-4) à Stuttgart 2017              |
| Petra Kvitová        | 2                   | 10             | 4         | 6        | 40                       | défaite (3-6, 1-6) à New Haven 2016               |
| Angelique Kerber     | 1                   | 14             | 6         | 8        | 42,9                     | défaite (6-3, 4-6, 2-6) à Indian Wells 2018       |
| Victoria Azarenka    | 1                   | 6              | 3         | 3        | 50                       | victoire (6-4, 6-2) à l'US Open 2014              |
| Dominika Cibulková   | 4                   | 6              | 3         | 3        | 50                       | victoire (1-6, 6-1, 6-3) à Rome 2017              |
| Sara Errani          | 5                   | 8              | 5         | 3        | 62,5                     | victoire (6-2, 3-2 ab.) à l'Open d'Australie 2017 |
| Roberta Vinci        | 7                   | 8              | 5         | 3        | 62,5                     | victoire (6-2, 6-1) à Rome 2017                   |
| Nadia Petrova        | 3                   | 6              | 4         | 2        | 66,7                     | victoire (7-68, 3-1 ab.) à Cincinnati 2012        |

### Victoires sur le top 10
Toutes ses victoires sur des joueuses classées dans le top 10 de la WTA lors de la rencontre.
| Légende         |
| Grand Chelem    |
| Jeux olympiques |
| Masters         |
| Premier         |
| Elite Trophy    |
| Intern'l        |
| Fed Cup         |

| #  |        |  | Tournoi          | Année | Surface             |  | Adversaire          | Rang  | Tour | Score             | Tableau |
| -- | ------ |  | ---------------- | ----- | ------------------- |  | ------------------- | ----- | ---- | ----------------- | ------- |
| 1  | no 56  |  | US Open          | 2008  | Dur                 |  | Anna Chakvetadze    | no 9  | 1/64 | 1-6, 6-2, 6-3     | Tableau |
| 2  | no 54  |  | Miami            | 2009  | Dur                 |  | Nadia Petrova       | no 9  | 1/16 | 7-5, 6-1          | Tableau |
| 3  | no 100 |  | Eastbourne       | 2010  | Gazon               |  | Samantha Stosur     | no 7  | 1/2  | 7-65, 7-5         | Tableau |
| 4  | no 56  |  | Open d'Australie | 2012  | Dur                 |  | Vera Zvonareva      | no 7  | 1/16 | 7-67, 6-1         | Tableau |
| 5  | no 48  |  | Eastbourne       | 2012  | Gazon               |  | Petra Kvitová       | no 4  | 1/16 | 7-5, 6-4          | Tableau |
| 6  | no 19  |  | Open d'Australie | 2013  | Dur                 |  | Angelique Kerber    | no 5  | 1/8  | 7-5, 6-4          | Tableau |
| 7  | no 24  |  | Madrid           | 2013  | Terre battue        |  | Victoria Azarenka   | no 3  | 1/16 | 1-6, 6-2, 6-3     | Tableau |
| 8  | no 25  |  | Eastbourne       | 2013  | Gazon               |  | Angelique Kerber    | no 7  | 1/8  | 6-3, 6-4          | Tableau |
| 9  | no 26  |  | New Haven        | 2013  | Dur                 |  | Sara Errani         | no 5  | 1/8  | 7-5, 6-1          | Tableau |
| 10 | no 25  |  | US Open          | 2013  | Dur                 |  | Agnieszka Radwańska | no 4  | 1/8  | 6-4, 6-4          | Tableau |
| 11 | no 23  |  | Sydney           | 2014  | Dur                 |  | Jelena Janković     | no 8  | 1/16 | 6-4, 6-2          | Tableau |
| 12 | no 24  |  | Miami            | 2014  | Dur                 |  | Sara Errani         | no 10 | 1/16 | 6-3, 2-6, 6-4     | Tableau |
| 13 | no 22  |  | Wimbledon        | 2014  | Gazon               |  | Agnieszka Radwańska | no 4  | 1/8  | 6-3, 6-0          | Tableau |
| 14 | no 19  |  | Montréal         | 2014  | Dur                 |  | Petra Kvitová       | no 4  | 1/8  | 6-4, 1-6, 6-2     | Tableau |
| 15 | no 18  |  | US Open          | 2014  | Dur                 |  | Eugenie Bouchard    | no 8  | 1/8  | 7-62, 6-4         | Tableau |
| 16 | no 11  |  | Open d'Australie | 2015  | Dur                 |  | Simona Halep        | no 3  | 1/4  | 6-4, 6-0          | Tableau |
| 17 | no 31  |  | Miami            | 2016  | Dur                 |  | Petra Kvitová       | no 7  | 1/16 | 6-4, 6-4          | Tableau |
| 18 | no 39  |  | Eastbourne       | 2016  | Gazon               |  | Roberta Vinci       | no 7  | 1/16 | 4-6, 6-4, 6-3     | Tableau |
| 19 | no 35  |  | Wimbledon        | 2016  | Gazon               |  | Petra Kvitová       | no 10 | 1/32 | 7-5, 7-65         | Tableau |
| 20 | no 34  |  | Open d'Australie | 2017  | Dur                 |  | Dominika Cibulková  | no 6  | 1/16 | 6-2, 63-7, 6-3    | Tableau |
| 21 | no 37  |  | Dubaï            | 2017  | Dur                 |  | Dominika Cibulková  | no 5  | 1/16 | 6-2, 4-6, 6-2     | Tableau |
| 22 | no 43  |  | Stuttgart        | 2017  | Terre battue (int.) |  | Agnieszka Radwańska | no 8  | 1/16 | 6-2, 6-4          | Tableau |
| 23 | no 43  |  | Rome             | 2017  | Terre battue        |  | Dominika Cibulková  | no 5  | 1/16 | 1-6, 6-1, 6-3     | Tableau |
| 24 | no 40  |  | Roland-Garros    | 2017  | Terre battue        |  | Angelique Kerber    | no 1  | 1/64 | 6-2, 6-2          | Tableau |
| 25 | no 58  |  | Washington       | 2017  | Dur                 |  | Simona Halep        | no 2  | 1/4  | 2-6, 6-3, 1-0 ab. | Tableau |
| 26 | no 42  |  | Toronto          | 2017  | Dur                 |  | Johanna Konta       | no 7  | 1/16 | 5-7, 7-64, 6-3    | Tableau |
| 27 | no 39  |  | Cincinnati       | 2017  | Dur                 |  | Angelique Kerber    | no 3  | 1/16 | 6-4, 1-6, 7-611   | Tableau |
| 28 | no 40  |  | US Open          | 2017  | Dur                 |  | Caroline Wozniacki  | no 5  | 1/32 | 6-2, 65-7, 6-1    | Tableau |
| 29 | no 33  |  | Sydney           | 2018  | Dur                 |  | Jeļena Ostapenko    | no 7  | 1/16 | 7-63, 6-1         | Tableau |
| 30 | no 35  |  | Wimbledon        | 2018  | Gazon               |  | Caroline Wozniacki  | no 2  | 1/32 | 6-4, 1-6, 7-5     | Tableau |
| 31 | no 49  |  | New Haven        | 2018  | Dur                 |  | Karolína Plíšková   | no 8  | 1/16 | 6-1, 6-3          | Tableau |
| 32 | no 45  |  | US Open          | 2018  | Dur                 |  | Julia Görges        | no 9  | 1/32 | 7-610, 6-3        | Tableau |